# RDF-топливо

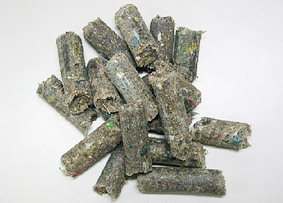
RDF-пеллеты

RDF-топливо (англ. refuse-derived fuel, топливо, полученное из отходов) — общее название топлива, производимого из отходов.

## История
Увеличение численности населения и развитие промышленности провоцируют рост объёма отходов на полигонах. Одним из очевидных способов уменьшения количества мусора может быть сжигание. Первый мусоросжигательный завод был построен в Ноттингеме (Великобритания) в 1874 году. Вскоре на некоторых мусоросжигательных заводах в Великобритании появились установки для выработки электроэнергии.
В 1950-х годах в качестве топлива из отходов были впервые применены шины. С конца 1980-х годов возросло применение отходов в качестве альтернативного источника энергии для цементной промышленности Германии.
С начала 1990-х годов начато законодательное регулирование применения топлива из отходов. В частности, в Европейском союзе был принят ряд директив, который устанавливает возможность использования отходов для производства электроэнергии (например, Директива 94/62/ЕС и Директива 2008/98/ЕС).
По оценке Европейского инвестиционного банка, RDF-топливо по состоянию на 2023 год замещает 52 % от потребностей цементных заводов в топливе, но из-за иерархии обращения с отходами и более жесткими требованиями производителей увеличение доли данного топлива затруднено.
В России разработаны стандарты, регулирующие использование топлива из твёрдых бытовых отходов (ГОСТ Р 55127-2012, ГОСТ 33516-2015, ГОСТ Р 70719-2023).

## Обработка
В состав RDF-топлива входят горючие материалы: бумага, мелкий пластик, текстиль, древесина, органические отходы, резина. Таким образом, из общей массы отходов необходимо извлечь металл, стекло, опасные отходы и упаковку из поливинилхлорида (PVC).
В настоящее время выделяют пять этапов подготовки отходов для производства RDF-топлива:
- предварительная сортировка — отбор материалов, которые являются негорючими либо опасными;
- дробление;
- магнитная сепарация — отбор металлов;
- сушка;
- гранулирование.